# Antoni Garcias Coll
Antoni Garcias Coll (Llucmajor, 7 de setembre de 1956) és un polític mallorquí del Partit Socialista de les Illes Balears. És membre de la Unió de Pagesos de Mallorca i de l'Obra Cultural Balear.

## Trajectòria política
Llicenciat en dret, la seva trajectòria política consta de diverses etapes. Ha estat regidor de l'Ajuntament de Llucmajor a les eleccions municipals espanyoles de 1995 i senador per Mallorca, a les eleccions generals espanyoles de 1986, 1989, 1993, 1996. Ha estat secretari quart de la Comissió del Senat per a les Comunitats Autònomes.
A les eleccions al Parlament de les Illes Balears de 1983 fou elegit diputat. Entre 1999 i 2003 fou conseller de Presidència del Govern de les Illes Balears presidit per Francesc Antich, alhora que en va ser portaveu.
A les eleccions generals espanyoles de 2008, encapçalà la candidatura del PSIB-PSOE al Congrés dels Diputats. La candidatura encapçalada per ell obtingué quatre diputats i superà en nombre de vots el PP Balear, que també obtingué quatre diputats. Fou president de la Comissió de Peticions del Congrés dels Diputats i en 2009 abandonà el seu escó, i fou substituït per Pablo Martín Peré.
Entre 2008 i 2015 fou delegat de l'empresa pública TRAGSA i a partir del 2015 fins al 2019 gerent de l'Agència Balear de l'Aigua i la Qualitat Ambiental (ABAQUA).